# Dyschoriste cunenensis
Dyschoriste cunenensis är en akantusväxtart som beskrevs av C. B. Cl.. Dyschoriste cunenensis ingår i släktet Dyschoriste och familjen akantusväxter. Inga underarter finns listade i Catalogue of Life.